# Lloret de Mar
Lloret de Mar (katalanisch [ʎuˈɾed dəˈmar], spanisch [ʎoˈɾet deˈmaɾ]) ist eine Küstenstadt in Katalonien im Nordosten Spaniens.

## Geographie

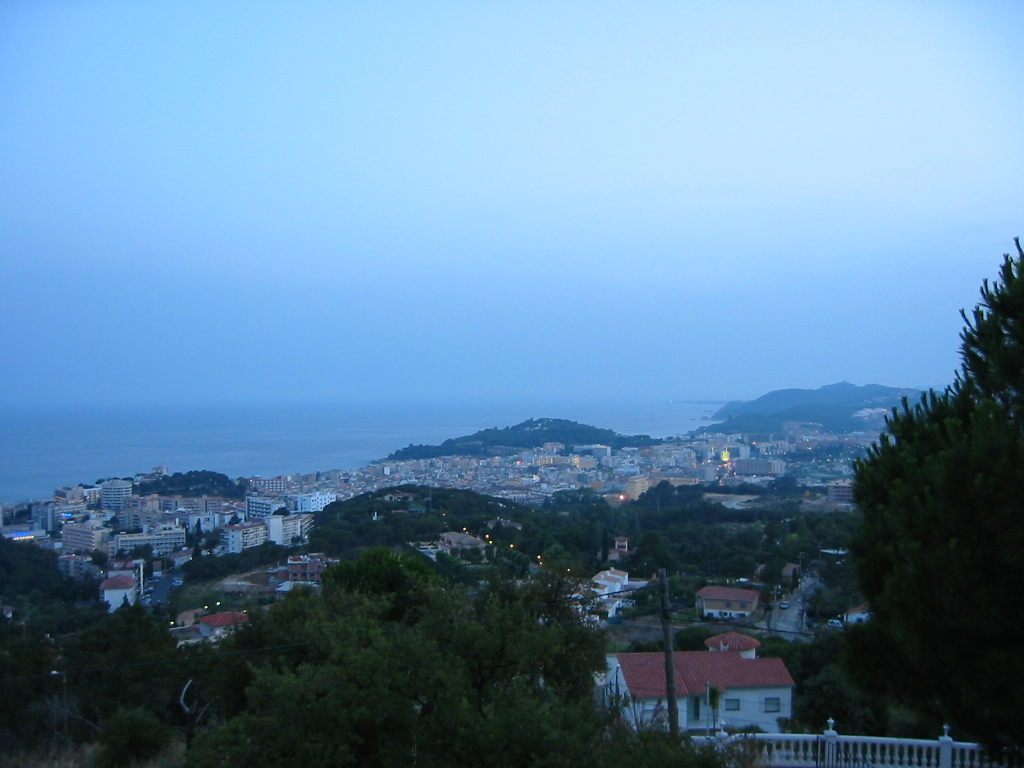
Blick über Lloret de Mar von den Bergen aus

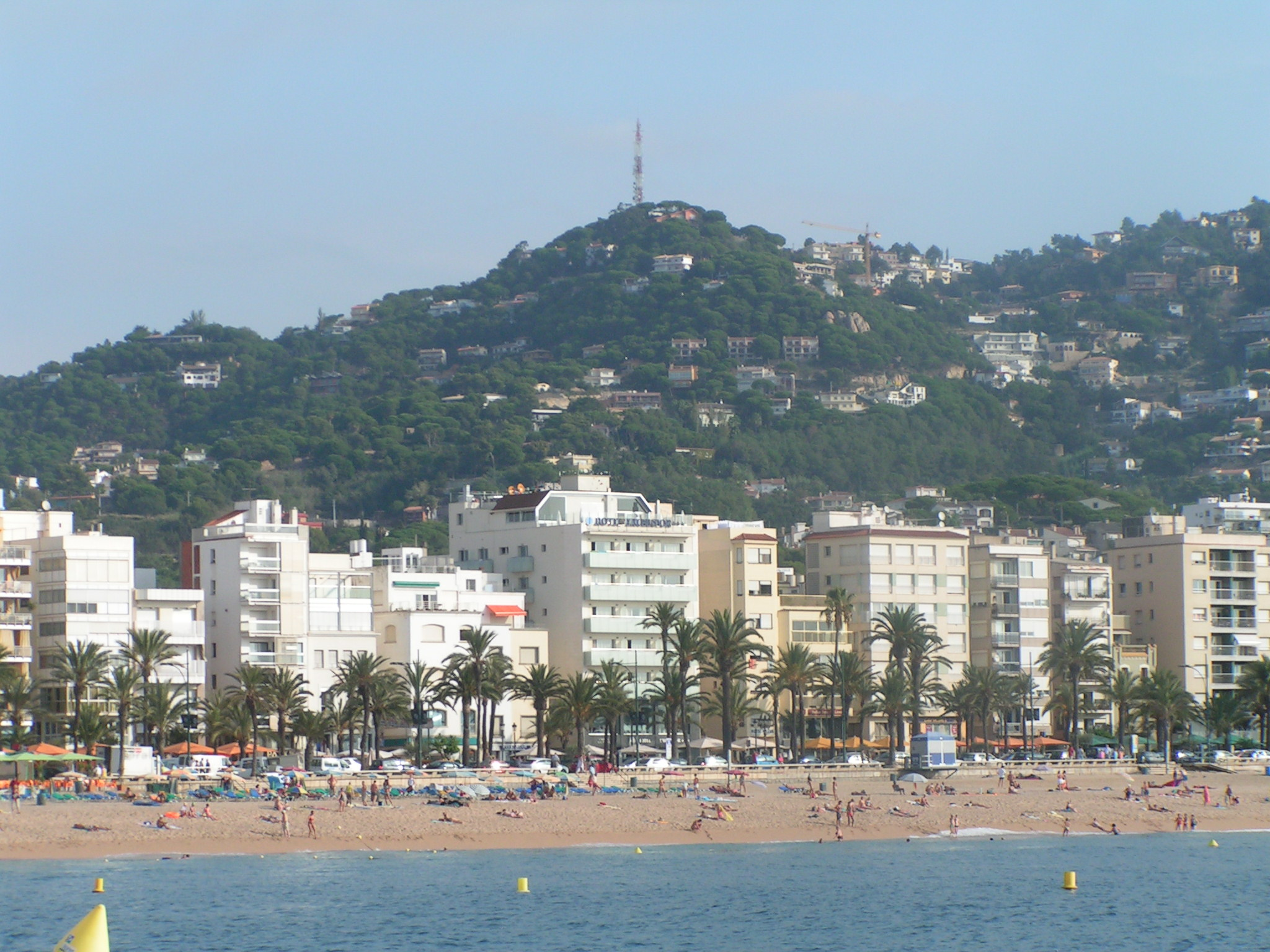
Blick auf Lloret de Mar vom Mittelmeer aus

### Geographische Lage
Die Stadt liegt in der Provinz Girona in der Autonomen Gemeinschaft Katalonien und befindet sich zwischen dem nördlich gelegenen Girona (41 km entfernt) und dem südwestlich gelegenen Barcelona (83 km entfernt) an der Costa Brava.

### Nachbargemeinden
Nachbargemeinden von Lloret de Mar sind Tossa de Mar (nordöstlich an der Küste), Llagostera, Vidreres, Maçanet de la Selva, Fogars de la Selva und Blanes (südwestlich an der Küste).

### Ortsgliederung
Neben dem Hauptort Lloret mit seinen verschiedenen Stadtteilen (so zum Beispiel Fenals, Lloret Blau, Aiguaviva, Lloret Verd und La Creu de Lloret) gibt es noch die Orte Les Alegries, Canyelles, l'Hostalet, el Mas Rossell, Papalús, Sant Pere del Bosc und Santa Cristina.

### Strände

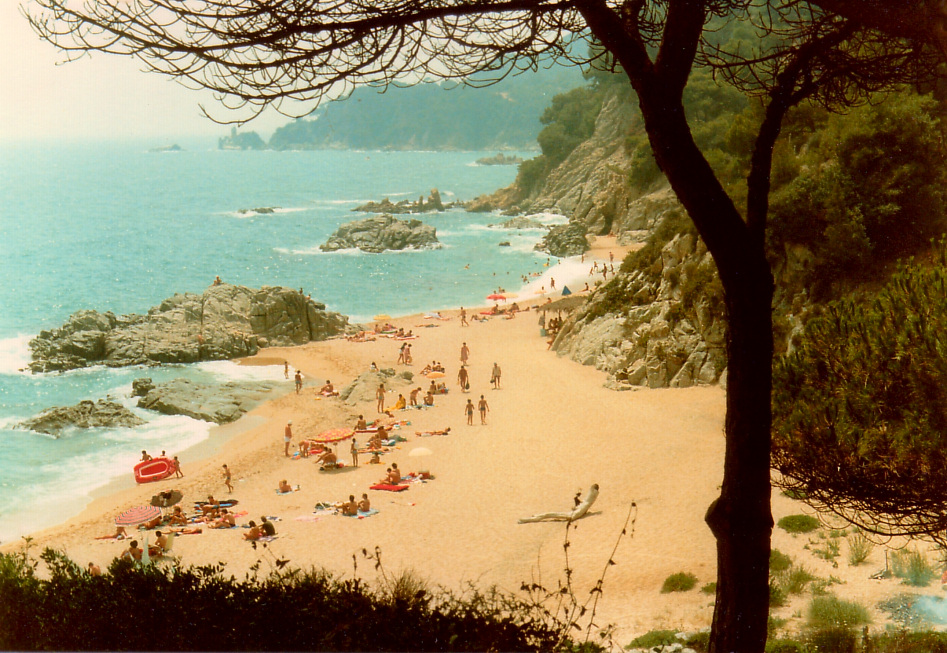
Strand in der Bucht von Boadella 1983

Die wichtigsten Strände sind (von Nordosten nach Südwesten) Canyelles, Lloret, Fenals, Boadella und Santa Cristina. Seit Sommer 2018 gilt am Strand Sa Boadella sowie an vier weiteren Strandabschnitten ein absolutes Rauchverbot. Weitere rauchfreie Strände (playas sin humo) sollen in ganz Lloret de Mar folgen. Die Lokalpolitik reagiert damit auf den Wunsch nach mehr Familienfreundlichkeit bei all dem (Party-)Tourismus.

### Klima
Das Klima ist mediterran mit sehr milden Temperaturen. Diese sinken im Winter selten unter 8 °C, und im Sommer steigen sie nur selten über 30 °C. Die mittlere Jahrestemperatur in Lloret de Mar liegt bei 18 °C.
Aufgrund der Hitze im Sommer sollten hitzeempfindliche Menschen eher die Übergangsmonate für eine Reise wählen.
In den Wintermonaten leben ungefähr 35.000 Einheimische (Stand Sept. 2006) in Lloret de Mar; im Sommer halten sich bedingt durch den Fremdenverkehr bis zu 160.000 Menschen im Ort auf. Die Architektur des Ortes ist durch Hotelblöcke bestimmt. Die Gemeinde bemüht sich, dieser Bebauungsform entgegenzusteuern. Im Winter ist die Stadt ruhig wie die meisten anderen Orte der Küste.
|                       | Jan  | Feb  | Mär  | Apr  | Mai  | Jun  | Jul  | Aug  | Sep  | Okt  | Nov  | Dez  |   |      |
| Mittl. Tagesmax. (°C) | 12,7 | 13,7 | 15,6 | 18,2 | 21,4 | 25,4 | 27,9 | 27,7 | 25   | 20,5 | 16,4 | 13,1 | ⌀ | 19,8 |
| Mittl. Tagesmin. (°C) | 6,3  | 7,1  | 8,9  | 11   | 14   | 18,1 | 20,7 | 20,8 | 18,7 | 14,5 | 10,5 | 7,5  | ⌀ | 13,2 |
|                       |      |      |      |      |      |      |      |      |      |      |      |      |   |      |
| Niederschlag (mm)     | 33   | 42   | 46   | 47   | 52   | 43   | 29   | 48   | 77   | 80   | 80   | 47   | Σ | 624  |
|                       |      |      |      |      |      |      |      |      |      |      |      |      |   |      |
| Sonnenstunden (h/d)   | 4,8  | 5,9  | 5,6  | 7,1  | 8,1  | 9,3  | 10,1 | 8,8  | 6,7  | 5,6  | 5    | 4,3  | ⌀ | 6,8  |
|                       |      |      |      |      |      |      |      |      |      |      |      |      |   |      |
| Regentage (d)         | 5    | 5    | 8    | 8    | 8    | 6    | 4    | 6    | 8    | 9    | 5    | 6    | Σ | 78   |

| 6,3 |

| 7,1 |

| 8,9 |

| 11 |

| 14 |

| 18,1 |

| 20,7 |

| 20,8 |

| 18,7 |

| 14,5 |

| 10,5 |

| 7,5 |

| 6,3 |

| 7,1 |

| 8,9 |

| 11 |

| 14 |

| 18,1 |

| 20,7 |

| 20,8 |

| 18,7 |

| 14,5 |

| 10,5 |

| 7,5 |

| N i e d e r s c h l a g | 33  | 42  | 46  | 47  | 52  | 43  | 29  | 48  | 77  | 80  | 80  | 47  |
|                         | Jan | Feb | Mär | Apr | Mai | Jun | Jul | Aug | Sep | Okt | Nov | Dez |

## Geschichte

### Ortsname
Die Herkunft des Namens Lloret de Mar ist bis heute ungeklärt. Eine Theorie besagt, dass der Ort von den Römern gegründet wurde und der Name sich aus dem lateinischen Ortsnamen Laureatum, was „Ort der Lorbeeren“ bedeutet, herleitet. Nach einer anderen Theorie leitet sich der Name von der Siedlung „Loredo“ her, die um das Jahr 980 v. Chr. erbaut wurde.
Nahe Lloret befindet sich die iberische Befestigungsanlage Puig de Castellet aus dem 3. vorchristlichen Jahrhundert.

### Gebäude

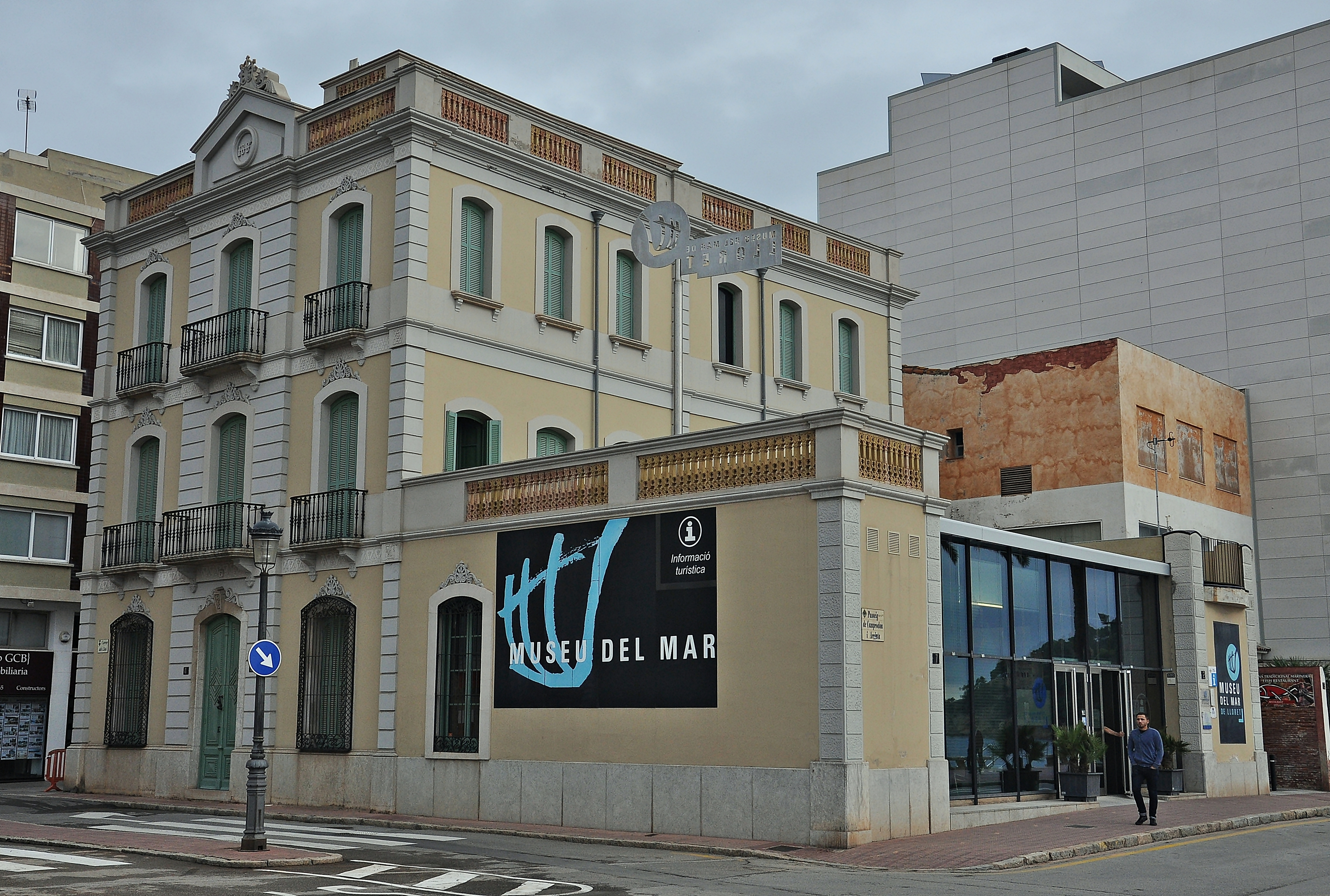
Museo del Mar

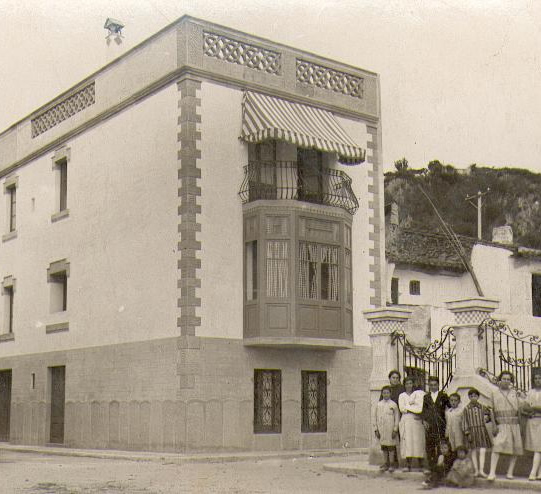
Haus von Indianos: Casa Heydrich-Martinez 1921

Seit dem 18. Jahrhundert gewann der Hafen von Lloret (heute nicht mehr vorhanden) durch den Handel zunehmend an Bedeutung, woran die Häuser der Indianos erinnern. Dies waren Gebäude von Bürgern, die sich vor allem in den 1840er und 1880er Jahren in Kuba ansiedelten. Wer dort sein Vermögen machte, kehrte früher oder später ins Heimatdorf zurück. Darunter befanden sich auch Persönlichkeiten wie der Schauspieler Pere Codina Mont oder Constantino Ribalaigua, Erfinder des Cocktails Daiquiri. Sie wurden „Indianos“, genannt, wenn sie mit einer signifikanten Menge an Geld zurückkamen.
Alte Herrenhäuser wurden niedergerissen und durch stattliche neoklassische oder modernistische Villen ersetzt. Davon sind heute nur noch wenige erhalten, zum Beispiel das Stadthaus oder das Museo del mar.
Im Jahr 1918 begannen reiche Familien von Barcelona die ersten Sommerhäuser zu bauen, wie beispielsweise Emilio Heydrich im Jahr 1921. Im Jahr 1920 wurde das erste Hotel eröffnet, das Hotel „Costa Brava“.

### Waldbrand 1979

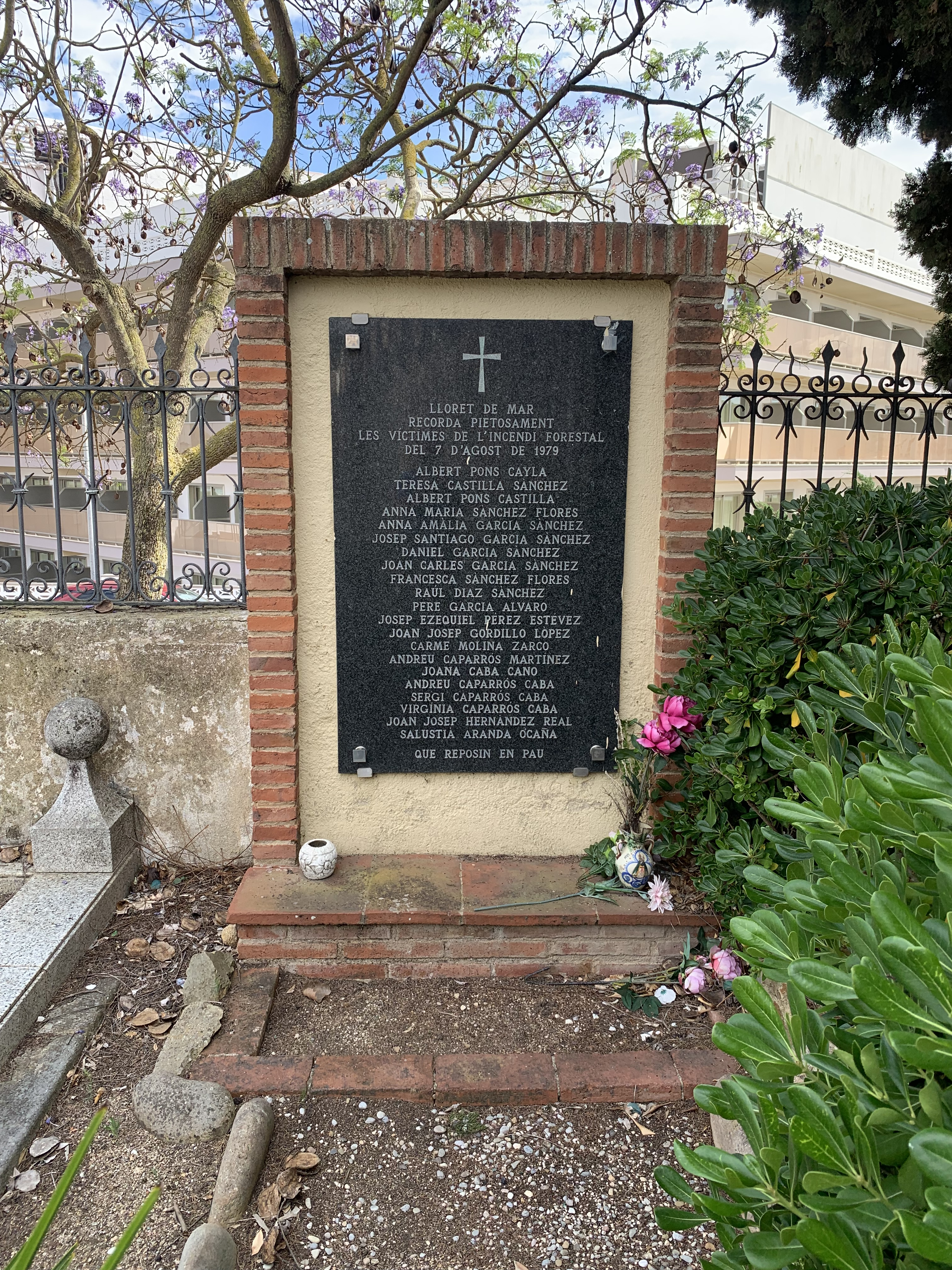
Gedenktafel auf dem Friedhof

Im Jahr 1979 kam es in der Siedlung Els Pinars, nördlich von Lloret an der C-63 zu einem Waldbrand, der nationale Beachtung fand, weil er 21 Todesopfer forderte. Eine Gedenktafel in der Siedlung und eine weitere auf dem Friedhof Lloret de Mar erinnern an die Toten.

### Korruption
Seit 2012 wurden von der spanischen Tageszeitung El País Verstrickungen Xavier Crespos, des Bürgermeisters von Lloret de Mar von 2003 bis 2011 (damals Mitglied der Partei Convergència Democràtica de Catalunya, (CDC); heute Abgeordneter der CiU im Parlament) mit der russischen Mafia aufgedeckt.
Im Februar 2013 berichtete El País von hohen Summen, die Rede war von bis zu 56 Millionen Euro, die aus Geld der russischen Mafia zur Geldwäsche über die Schweiz, Liechtenstein und die Seychellen an den Bandenchef Petrov bezahlt wurden. Hiervon wurden offenbar an die 20 Millionen Euro in Immobilien in Lloret und weiteren katalanischen Gemeinden investiert. Petrov finanzierte u. a. Geschenke und Reisen nach Russland für Crespo. Petrov wurde angeklagt und äußerte sich zu seiner Verteidigung dahingehend, dass er ausgeführt habe, was man ihm befohlen habe. Als Hauptdrahtzieher des russischen Geldwäschenetzes wird Víktor Kanaikin von der spanischen Guardia Civil genannt.
Im November 2015 wurde Crespo vom Tribunal Superior de Justícia de Catalunya zu neuneinhalb Jahren Verbot der Ausübung bürgerlicher oder politischer Rechte („inhabilitació“) verurteilt. Im Oktober 2016 reduzierte der Oberste Gerichtshof die Strafe auf zweieinhalb Jahre.

### Bevölkerungsentwicklung
| Jahr      | 1900  | 1930  | 1950  | 1970  | 1986   | 2005   | 2006   | 2007   |
| --------- | ----- | ----- | ----- | ----- | ------ | ------ | ------ | ------ |
| Einwohner | 3.242 | 3.003 | 3.159 | 7.064 | 14.567 | 29.445 | 32.728 | 35.312 |

## Politik

### Stadtrat
Die letzten Kommunalwahlen am 27. Mai 2007 ergaben das im Folgenden dargestellte Ergebnis. Die Wahlbeteiligung lag bei 49,27 %. Dies ist ein erheblicher Rückgang im Vergleich zu den Wahlen vom 25. Mai 2003. Damals hatte die Wahlbeteiligung noch bei 58,99 % gelegen.
Bei den Wahlen am 24. Mai 2015 haben sich die Gewichte erheblich verschoben.
| Partei                                          | Sitze 2015 | Prozent 24. Mai 2015 |         | Prozent 27. Mai 2007 | Prozent 25. Mai 2003 |
| Convergència i Unió (CIU)                       | 6          | 22,84 %              | 44,82 % | 42,75 %              |                      |
| MILLOR                                          | 4          | 16,59 %              | –       | –                    |                      |
| Partit dels Socialistes de Catalunya (PSC-PSOE) | 3          | 12,27 %              | 20,93 % | 29,94 %              |                      |
| Esquerra Republicana de Catalunya (ERC)         | 2          | 10,61 %              | 6,34 %  | 5,32 %               |                      |
| Iniciativa per Catalunya Verds                  | 2          | 9,00 %               | 7,25 %  | 6,81 %               |                      |
| Ciudadanos                                      | 2          | 7,83 %               | –       | –                    |                      |
| Partit Popular (PPC)                            | 1          | 6,46 %               | 8,92 %  | 13,39 %              |                      |
| En Lloret Sí, se puede                          | 1          | 5,92 %               | –       | –                    |                      |
| Grup Independent Lloret (GRILL)                 | 0          | –                    | 6,53 %  | 0,0 %                |                      |
| Andere                                          | 0          | 6,70 %               | 5,21 %  | 1,79 %               |                      |

## Wappen
Das heutige Wappen von Lloret de Mar wurde am 25. Oktober 1984 eingeführt. Es zeigt einen grünen Lorbeerbaum. Es wird von einer Mauerkrone gekrönt.

## Tourismus

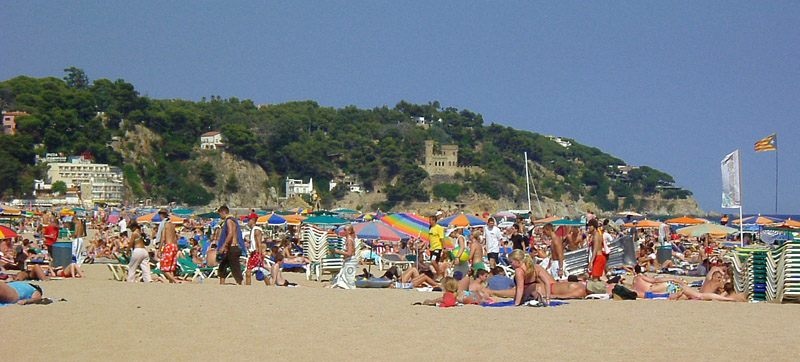
Strandleben

### Landschaft
Die Stadt ist eine Hochburg für jugendliche Party-Touristen, bietet aber etwas abseits viele Gelegenheiten, spazieren zu gehen und die Landschaft zu genießen. Entlang des Strandes gibt es lange Wanderwege an den Klippen und weniger besuchte Buchten. Derzeit (2010) entsteht eine neue Trabantenstadt.

### Ausgehen

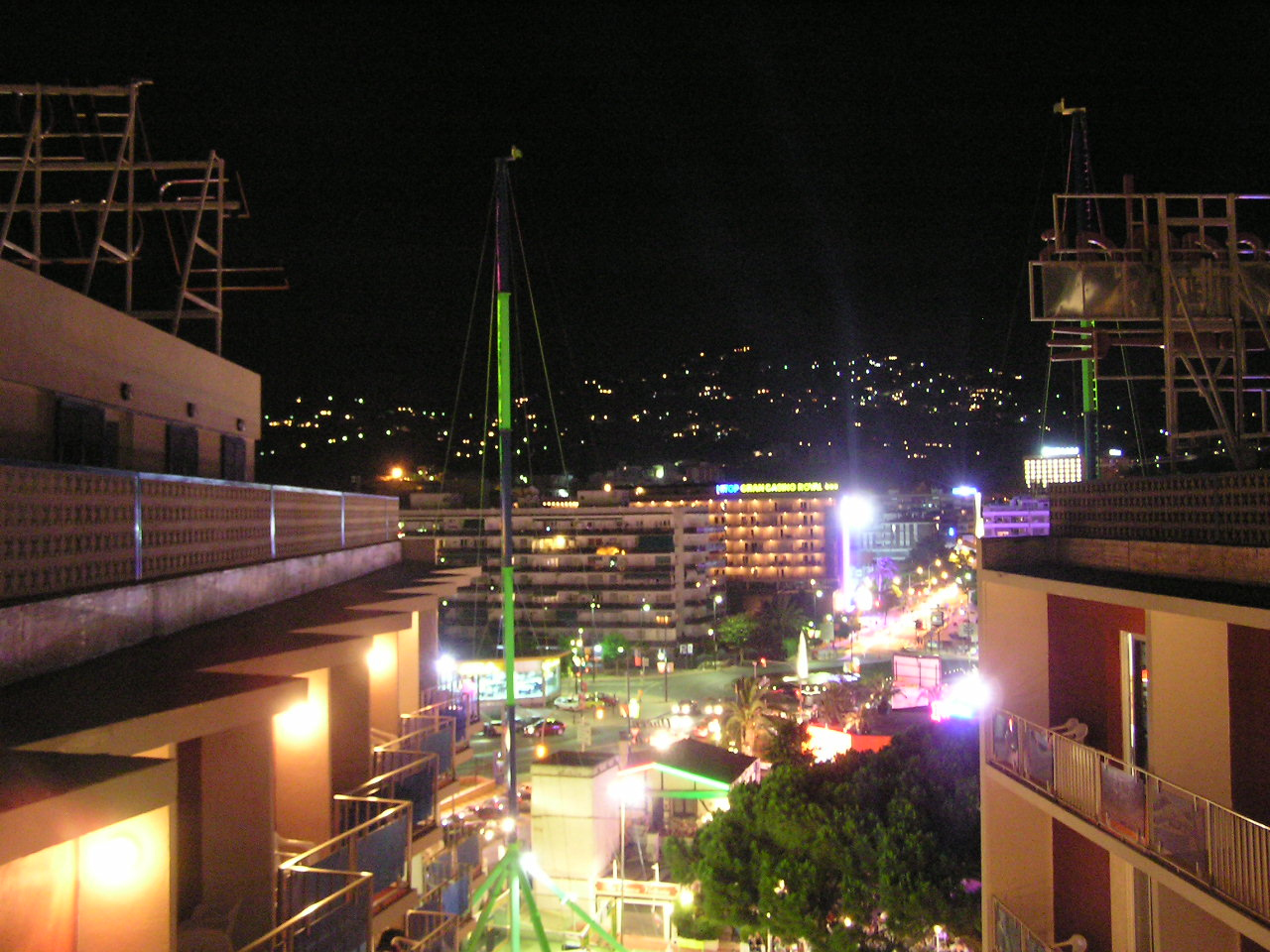
Lloret de Mar bei Nacht

Lloret de Mar ist eine Partystadt nahe Barcelona. Jugendliche aus ganz Europa und Wochenendausflügler aus Barcelona reisen in den Ort mit seinen über 100 Bars und Discotheken auf engstem Raum. Für Jugendliche gibt es eine Vielzahl von Diskotheken, für die auf der Strandpromenade den ganzen Tag über geworben wird. Der Besucherandrang ließ eine Ballermann-ähnliche Kulisse mit Sauftourismus entstehen. Lloret de Mar wird auch als Ort des europäischen „Spring Break“ bezeichnet. Die Lokalpolitik versucht mit verschiedenen Gesetzesinitiativen gegen den Ruf als Ort hemmungsloser Partys vorzugehen. So können unter anderem Ordnungswidrigkeiten wie das Konsumieren von Alkohol im öffentlichen Raum, das Tragen von Strandbekleidung in der Stadt und Ruhestörung mit drakonischen Geldstrafen sanktioniert werden.

## Kultur
Die Festa Major, die Feierlichkeiten zu Ehren der Schutzheiligen Santa Cristina, finden in der Woche vom 24. Juli statt. Am 24. Juli selbst sind viele Geschäfte geschlossen, und am Abend gibt es ein großes Feuerwerk an einem der Strände.

### Sehenswürdigkeiten
- Jugendstil-Friedhof Lloret de Mar

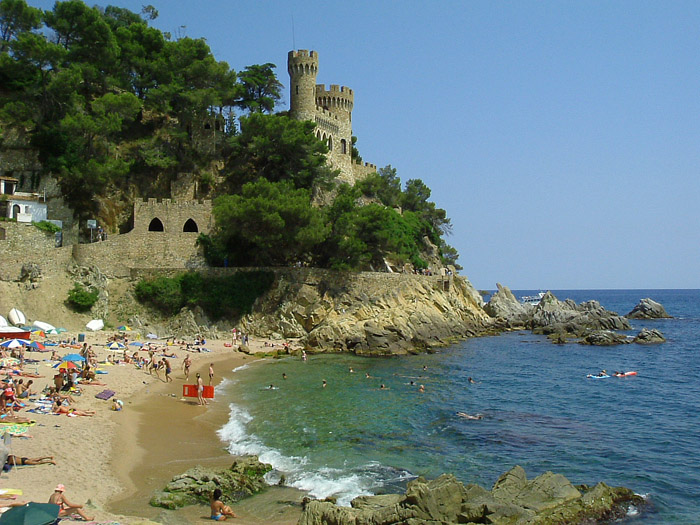
Burg von Lloret de Mar

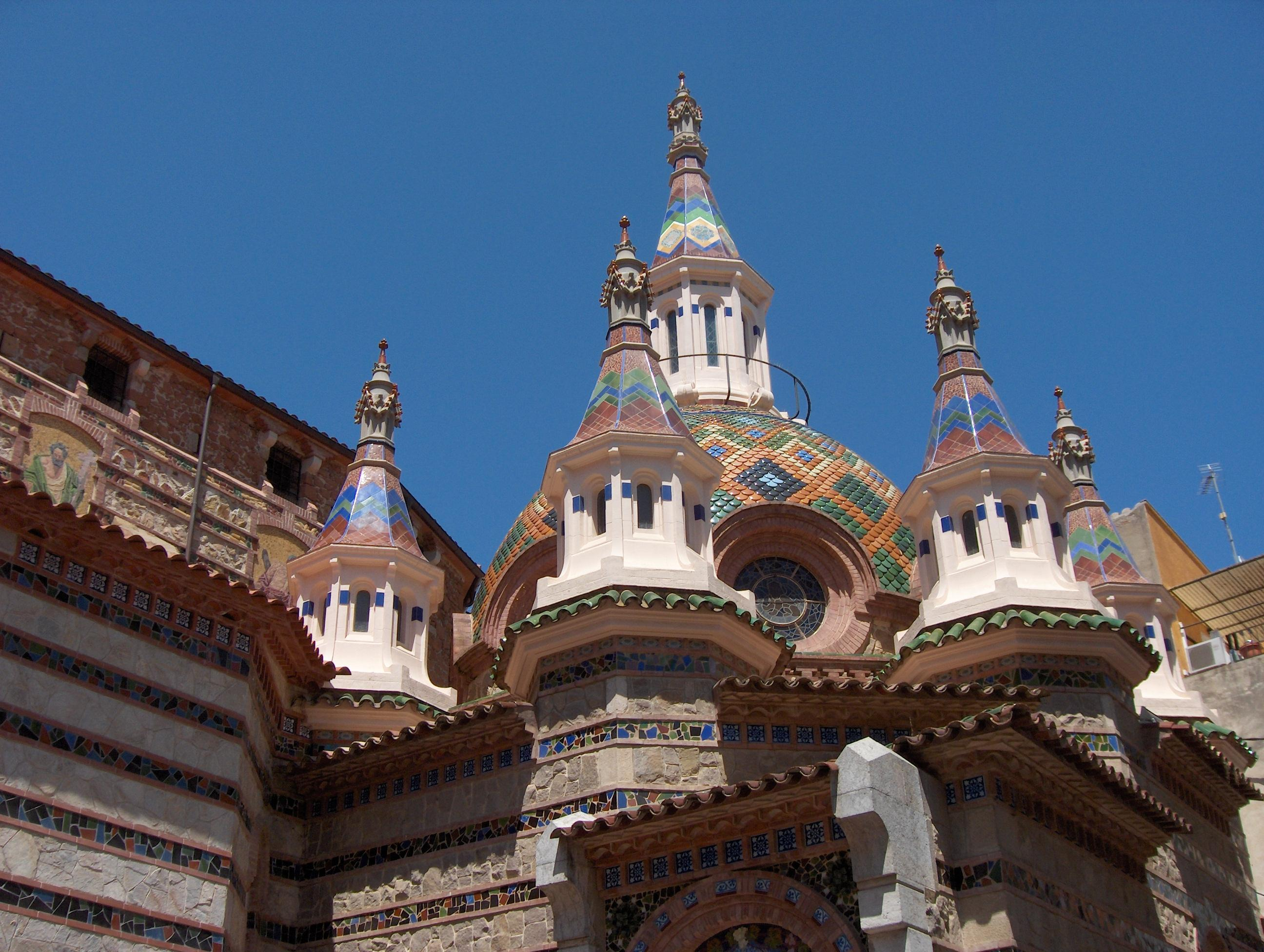
Església de Sant Romà in der Altstadt von Lloret

- Bronzestatue Dona Marinera, welche die Stadt von Südwesten her überblickt. Sie wurde 1966 von Ernest Maragall geschaffen.
- Festung Sant Joan aus dem 11. Jahrhundert
- Kirche Sant Pere del Bosc
- Kirche Ermita de Santa Cristina
- Kirche Església de Sant Romà
- Garten Els jardins de Santa Clotilde

Zu den denkmalgeschützten Kulturdenkmälern der Stadt siehe die Liste der Kulturdenkmäler in Lloret de Mar.

### Museen
- Museu del Mar (Meeresmuseum)[15]

## Söhne und Töchter der Stadt
- José Luis Blanco (* 1975), Hindernisläufer
- Ángel Mullera (* 1984), Hindernisläufer
- Marc Muniesa (* 1992), Fußballspieler
- Umar Saho (* 2000), Fußballspieler